# Anthurium alluriquinense
Anthurium alluriquinense är en kallaväxtart som beskrevs av Thomas Bernard Croat. Anthurium alluriquinense ingår i släktet Anthurium och familjen kallaväxter. Inga underarter finns listade.